# 汽車展覽
汽車展覽（Motor show或Auto show，又常簡稱為車展）是一種以汽車作為主題的商業展覽，主要由各國汽車製造公司參與，在活動會場中展出他們所開發的汽車產品，或相關的新技術、零配件、概念車或賽車。在這種展覽中媒體與消費者可經由汽車展覽會場所展示的汽車或汽車相關產品，端詳汽車製造工業的發展動向與時代脈動。多數汽車展覽以一年或兩年一次的方式舉辦，而與大多數世界級的商展同樣，大部分國際性的車展都會在展期前幾天限制入場參觀者的資格，僅允許相關廠商、媒體記者入內參觀，並在展期結束前對一般民眾開放。

## 簡介
經由世界汽車工業國際協會所認定及國際社會普遍所公認的法蘭克福、東京、底特律、日內瓦、巴黎等汽車展覽會場，皆具有歷史性與自我特色。故歷屆汽車展覽會場所展示的概念車型，不僅顯示出未來汽車的發展趨勢與導向，更將汽車製造工業最先進的技術與最前衛的設計發揮得淋漓盡致。
雖然經由世界汽車工業國際協會所認定的國際性質汽車展覽有逐漸增加，但是現今國際社會普遍所公認的僅有世界五大國際性質汽車展覽。因此全球眾多汽車相關媒體將東京車展、法蘭克福車展、底特律車展讚喻為「世界三大車展」。近年來，這些媒體也將巴黎車展、日內瓦車展和世界三大車展讚喻為「世界五大車展」。
在過去世界各車廠的新車絕大部分都是在上述五大車展中進行全球首展，但近年來由於全球汽車市場板塊的變遷等因素，越來越多車廠選擇在其他車展中投入較多的資源。舉例來說，一些日韓車廠針對北美市場開發的車款經常選擇在洛杉磯車展而非底特律車展中進行首展（洛杉磯是美國汽車設計產業的集中地，相對於以汽車製造為主的底特律），而包括梅賽德斯-賓士在內的歐洲車廠，都曾選擇中國的北京車展作為新車系或新開發概念車的發表場合。
除了以新車為主的車展外，世界各地也存在許多主題不同的車展類別，包括以售後改裝零配件、改裝車與賽車為主題的改裝車展，例如在美國的拉斯維加斯汽車零配件展（SEMA Show），在日本千葉縣舉辦的東京改裝車展（Tokyo Auto Salon），與德國的埃森車展；以商用車輛為主題的商用車展，例如德國的漢諾威商用車展（IAA Commercial Vehicles）；或者以古董車或高價超跑、豪華車為主題的經典車展，例如美國的圓石灘車展（Pebble Beach Concours d'Elegance）等。

## 國際車展

### 主要車展
以下為世界五大車展。
- 德國
  - 法蘭克福車展（Internationale Automobil-Ausstellung；IAA）：法蘭克福車展是兩年一度、固定在法蘭克福舉辦的國際性汽車展覽，同時也是歐洲規模最大的國際性車展之一，於1897年創辦[6]。
- 日本
  - 東京車展（東京モーターショー；Tokyo Motor Show；TMS）：東京車展是在日本東京舉辦的頂級汽車工藝、科技、設計、環保及未來發展趨勢的汽車情報展覽。1954年創辦，最初展覽名稱為「全日本車展」（全日本自動車ショウ）；自1964年起更名為「東京車展」（東京モーターショー）。[7]。
- 美国
  - 底特律車展（North American International Auto Show；NAIAS）：底特律車展是每年1月固定在美國底特律的寇博中心（Cobo Center）舉辦的國際性汽車展覽，是北美洲規模最大的國際性車展，於1907年創辦[8]。
- 瑞士
  - 日內瓦車展（Salon International de l'Auto）：日內瓦車展是每年3月在瑞士日內瓦舉行的汽車展覽，於1905年創辦[9]。
- 法國
  - 巴黎車展（Paris Mondial de l'Automobile）：巴黎車展是兩年一度、固定在巴黎舉辦的國際性汽車展覽，同時也是全世界第一個開辦的車展，於1898年創辦[10]。

## 外部連結
- 東京車展（Tokyo Motor Show） （页面存档备份，存于）
- 巴黎車展（Paris Mondial de l'Automobile） （页面存档备份，存于）
- 日內瓦車展（Geneva International Motor Auto Show） （页面存档备份，存于）
- 底特律車展（North American International Auto Show） （页面存档备份，存于）
- 法蘭克福車展（Internationale Automobil-Ausstellung） （页面存档备份，存于）
- 世界汽車工業國際協會（Organisation Internationale des Constructeurs d'Automobiles） （页面存档备份，存于）